# Stephanolepis setifer
Stephanolepis setifer är en fiskart som först beskrevs av Bennett 1831.  Stephanolepis setifer ingår i släktet Stephanolepis och familjen filfiskar. Inga underarter finns listade i Catalogue of Life.